# Halichoeres bathyphilus
Halichoeres bathyphilus is een  straalvinnige vissensoort uit de familie van lipvissen (Labridae). De wetenschappelijke naam van de soort is voor het eerst geldig gepubliceerd in 1932 door Beebe & Tee-Van.
De soort staat op de Rode Lijst van de IUCN als niet bedreigd, beoordelingsjaar 2008.